# Danh sách xã thuộc tỉnh Đồng Nai
Tính đến ngày 1 tháng 11 năm 2024, tỉnh Đồng Nai có 159 đơn vị hành chính cấp xã, trong đó có 117 xã.
Dưới đây là danh các xã thuộc tỉnh Đồng Nai hiện nay.
| Xã           | Trực thuộc           | Diện tích (km²) | Dân số (người) | Mật độ dân số (người/km²) | Thành lập |
| ------------ | -------------------- | --------------- | -------------- | ------------------------- | --------- |
| An Phước     | Huyện Long Thành     |                 |                |                           |           |
| An Viễn      | Huyện Trảng Bom      |                 |                |                           |           |
| Bảo Bình     | Huyện Cẩm Mỹ         |                 |                |                           |           |
| Bảo Hòa      | Huyện Xuân Lộc       |                 |                |                           |           |
| Bảo Quang    | Thành phố Long Khánh | 35,15           |                |                           |           |
| Bàu Cạn      | Huyện Long Thành     |                 |                |                           |           |
| Bàu Hàm      | Huyện Trảng Bom      |                 |                |                           |           |
| Bàu Hàm 2    | Huyện Thống Nhất     |                 |                |                           |           |
| Bàu Trâm     | Thành phố Long Khánh | 14,32           |                |                           |           |
| Bắc Sơn      | Huyện Trảng Bom      |                 |                |                           |           |
| Bình An      | Huyện Long Thành     |                 |                |                           |           |
| Bình Lộc     | Thành phố Long Khánh | 21,69           |                |                           |           |
| Bình Lợi     | Huyện Vĩnh Cửu       |                 |                |                           |           |
| Bình Minh    | Huyện Trảng Bom      |                 |                |                           |           |
| Bình Sơn     | Huyện Long Thành     |                 |                |                           |           |
| Cẩm Đường    | Huyện Long Thành     |                 |                |                           |           |
| Cây Gáo      | Huyện Trảng Bom      |                 |                |                           |           |
| Đại Phước    | Huyện Nhơn Trạch     |                 |                |                           |           |
| Đắc Lua      | Huyện Tân Phú        |                 |                |                           |           |
| Đồi 61       | Huyện Trảng Bom      |                 |                |                           |           |
| Đông Hòa     | Huyện Trảng Bom      |                 |                |                           |           |
| Gia Canh     | Huyện Định Quán      |                 |                |                           |           |
| Gia Kiệm     | Huyện Thống Nhất     |                 |                |                           |           |
| Gia Tân 1    | Huyện Thống Nhất     |                 |                |                           |           |
| Gia Tân 2    | Huyện Thống Nhất     |                 |                |                           |           |
| Gia Tân 3    | Huyện Thống Nhất     |                 |                |                           |           |
| Giang Điền   | Huyện Trảng Bom      |                 |                |                           |           |
| Hàng Gòn     | Thành phố Long Khánh | 33,93           |                |                           |           |
| Hố Nai 3     | Huyện Trảng Bom      |                 |                |                           |           |
| Hưng Lộc     | Huyện Thống Nhất     |                 |                |                           |           |
| Hưng Thịnh   | Huyện Trảng Bom      |                 |                |                           |           |
| La Ngà       | Huyện Định Quán      |                 |                |                           |           |
| Lang Minh    | Huyện Xuân Lộc       |                 |                |                           |           |
| Lâm San      | Huyện Cẩm Mỹ         |                 |                |                           |           |
| Long An      | Huyện Long Thành     |                 |                |                           |           |
| Long Đức     | Huyện Long Thành     |                 |                |                           |           |
| Long Hưng    | Thành phố Biên Hòa   | 11,73           |                |                           |           |
| Long Phước   | Huyện Long Thành     |                 |                |                           |           |
| Long Tân     | Huyện Nhơn Trạch     |                 |                |                           |           |
| Long Thọ     | Huyện Nhơn Trạch     |                 |                |                           |           |
| Lộ 25        | Huyện Thống Nhất     |                 |                |                           |           |
| Lộc An       | Huyện Long Thành     |                 |                |                           |           |
| Mã Đà        | Huyện Vĩnh Cửu       |                 |                |                           |           |
| Nam Cát Tiên | Huyện Tân Phú        |                 |                |                           |           |
| Ngọc Định    | Huyện Định Quán      |                 |                |                           |           |
| Nhân Nghĩa   | Huyện Cẩm Mỹ         |                 |                |                           |           |
| Phú An       | Huyện Tân Phú        |                 |                |                           |           |
| Phú Bình     | Huyện Tân Phú        |                 |                |                           |           |
| Phú Cường    | Huyện Định Quán      |                 |                |                           |           |
| Phú Điền     | Huyện Tân Phú        |                 |                |                           |           |
| Phú Đông     | Huyện Nhơn Trạch     |                 |                |                           |           |
| Phú Hòa      | Huyện Định Quán      |                 |                |                           |           |
| Phú Hội      | Huyện Nhơn Trạch     |                 |                |                           |           |
| Phú Hữu      | Huyện Nhơn Trạch     |                 |                |                           |           |
| Phú Lâm      | Huyện Tân Phú        |                 |                |                           |           |
| Phú Lập      | Huyện Tân Phú        |                 |                |                           |           |
| Phú Lộc      | Huyện Tân Phú        |                 |                |                           |           |
| Phú Lợi      | Huyện Định Quán      |                 |                |                           |           |
| Phú Lý       | Huyện Vĩnh Cửu       |                 |                |                           |           |
| Phú Ngọc     | Huyện Định Quán      |                 |                |                           |           |
| Phú Sơn      | Huyện Tân Phú        |                 |                |                           |           |
| Phú Tân      | Huyện Định Quán      |                 |                |                           |           |
| Phú Thanh    | Huyện Tân Phú        |                 |                |                           |           |
| Phú Thạnh    | Huyện Nhơn Trạch     |                 |                |                           |           |
| Phú Thịnh    | Huyện Tân Phú        |                 |                |                           |           |
| Phú Túc      | Huyện Định Quán      |                 |                |                           |           |
| Phú Vinh     | Huyện Định Quán      |                 |                |                           |           |
| Phú Xuân     | Huyện Tân Phú        |                 |                |                           |           |
| Phước An     | Huyện Nhơn Trạch     |                 |                |                           |           |
| Phước Bình   | Huyện Long Thành     |                 |                |                           |           |
| Phước Khánh  | Huyện Nhơn Trạch     |                 |                |                           |           |
| Phước Thái   | Huyện Long Thành     |                 |                |                           |           |
| Phước Thiền  | Huyện Nhơn Trạch     |                 |                |                           |           |
| Quảng Tiến   | Huyện Trảng Bom      |                 |                |                           |           |
| Quang Trung  | Huyện Thống Nhất     |                 |                |                           |           |
| Sông Nhạn    | Huyện Cẩm Mỹ         |                 |                |                           |           |
| Sông Ray     | Huyện Cẩm Mỹ         |                 |                |                           |           |
| Sông Thao    | Huyện Trảng Bom      |                 |                |                           |           |
| Sông Trầu    | Huyện Trảng Bom      |                 |                |                           |           |
| Suối Cao     | Huyện Xuân Lộc       |                 |                |                           |           |
| Suối Cát     | Huyện Xuân Lộc       |                 |                |                           |           |
| Suối Nho     | Huyện Định Quán      |                 |                |                           |           |
| Tà Lài       | Huyện Tân Phú        |                 |                |                           |           |
| Tam An       | Huyện Long Thành     |                 |                |                           |           |
| Tân An       | Huyện Vĩnh Cửu       |                 |                |                           |           |
| Tân Bình     | Huyện Vĩnh Cửu       |                 |                |                           |           |
| Tân Hiệp     | Huyện Long Thành     |                 |                |                           |           |
| Tây Hòa      | Huyện Trảng Bom      |                 |                |                           |           |
| Thanh Bình   | Huyện Trảng Bom      |                 |                |                           |           |
| Thạnh Phú    | Huyện Vĩnh Cửu       |                 |                |                           |           |
| Thanh Sơn    | Huyện Định Quán      |                 |                |                           |           |
| Thanh Sơn    | Huyện Tân Phú        |                 |                |                           |           |
| Thiện Tân    | Huyện Vĩnh Cửu       |                 |                |                           |           |
| Thừa Đức     | Huyện Cẩm Mỹ         |                 |                |                           |           |
| Trà Cổ       | Huyện Tân Phú        |                 |                |                           |           |
| Trị An       | Huyện Vĩnh Cửu       |                 |                |                           |           |
| Trung Hòa    | Huyện Trảng Bom      |                 |                |                           |           |
| Túc Trưng    | Huyện Định Quán      |                 |                |                           |           |
| Vĩnh Tân     | Huyện Vĩnh Cửu       |                 |                |                           |           |
| Vĩnh Thanh   | Huyện Nhơn Trạch     |                 |                |                           |           |
| Xuân Bảo     | Huyện Cẩm Mỹ         |                 |                |                           |           |
| Xuân Bắc     | Huyện Xuân Lộc       |                 |                |                           |           |
| Xuân Định    | Huyện Xuân Lộc       |                 |                |                           |           |
| Xuân Đông    | Huyện Cẩm Mỹ         |                 |                |                           |           |
| Xuân Đường   | Huyện Cẩm Mỹ         |                 |                |                           |           |
| Xuân Hiệp    | Huyện Xuân Lộc       |                 |                |                           |           |
| Xuân Hòa     | Huyện Xuân Lộc       |                 |                |                           |           |
| Xuân Hưng    | Huyện Xuân Lộc       |                 |                |                           |           |
| Xuân Mỹ      | Huyện Cẩm Mỹ         |                 |                |                           |           |
| Xuân Phú     | Huyện Xuân Lộc       |                 |                |                           |           |
| Xuân Quế     | Huyện Cẩm Mỹ         |                 |                |                           |           |
| Xuân Tâm     | Huyện Xuân Lộc       |                 |                |                           |           |
| Xuân Tây     | Huyện Cẩm Mỹ         |                 |                |                           |           |
| Xuân Thành   | Huyện Xuân Lộc       |                 |                |                           |           |
| Xuân Thiện   | Huyện Thống Nhất     |                 |                |                           |           |
| Xuân Thọ     | Huyện Xuân Lộc       |                 |                |                           |           |
| Xuân Trường  | Huyện Xuân Lộc       |                 |                |                           |           |